# ويلسون هيرشفيلد
ويلسون هيرشفيلد (بالإنجليزية: Wilson Hirschfeld) هو صحفي أمريكي، ولد في 4 سبتمبر 1916، وتوفي في 2 مارس 1974.